# Авенида Хухуй
Авени́да Хуху́й (исп. Avenida Jujuy) — улица в городе Буэнос-Айрес, Аргентина. Получила своё название в честь провинции Жужуй (Хухуй).

## Особенности
Улица проходит параллельно с проспектом Авенида Кальяо и проспектом Авенида 9 июля. Она занимает площадь 22 квартала с севера на юг.
В 2007 году здесь была построена линия метро Н, которая проходит вдоль улицы, и на ней расположены 5 станций линии Н.

## Путешествуя по улице
Начавшись в районе Бальванера, в том месте, где проспект Авенида Ривадавия пересекает проспект Авенида Пуэйрредон, последний идёт от Авениды Хухуй. Это место характеризуется большим коммерческим и пассажирским потоком. Рядом находится железнодорожная станция Estación Once de Septiembre, а также вокзал Ferrocarril Domingo Faustino Sarmiento. Путешествуя дальше на юг, пересекаем окрестности района Сан-Кристобаль, заканчивая свой путь на улице Авенида Касерос в районе Парке Патрисиос, продолжением проспекта является улица Колония.

## Галерея

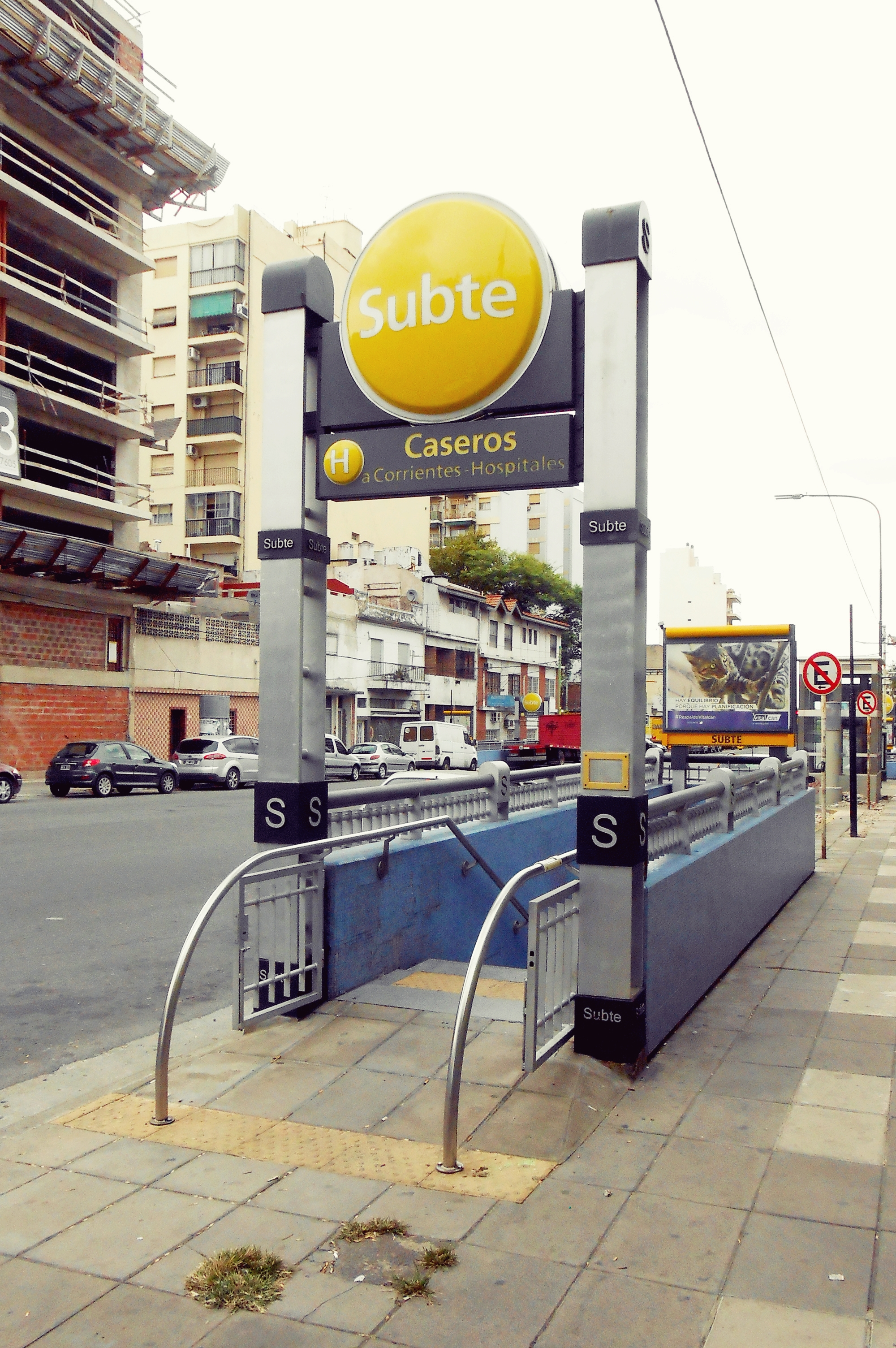
Станция Касерос
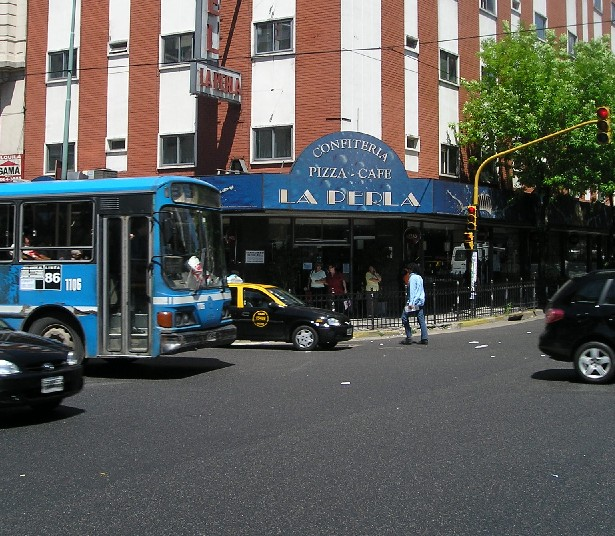
Бар La Perla del Once